# Aspila straminea
Aspila straminea là một loài bướm đêm trong họ Noctuidae.